# Neujahrskonzert der Wiener Philharmoniker 1983

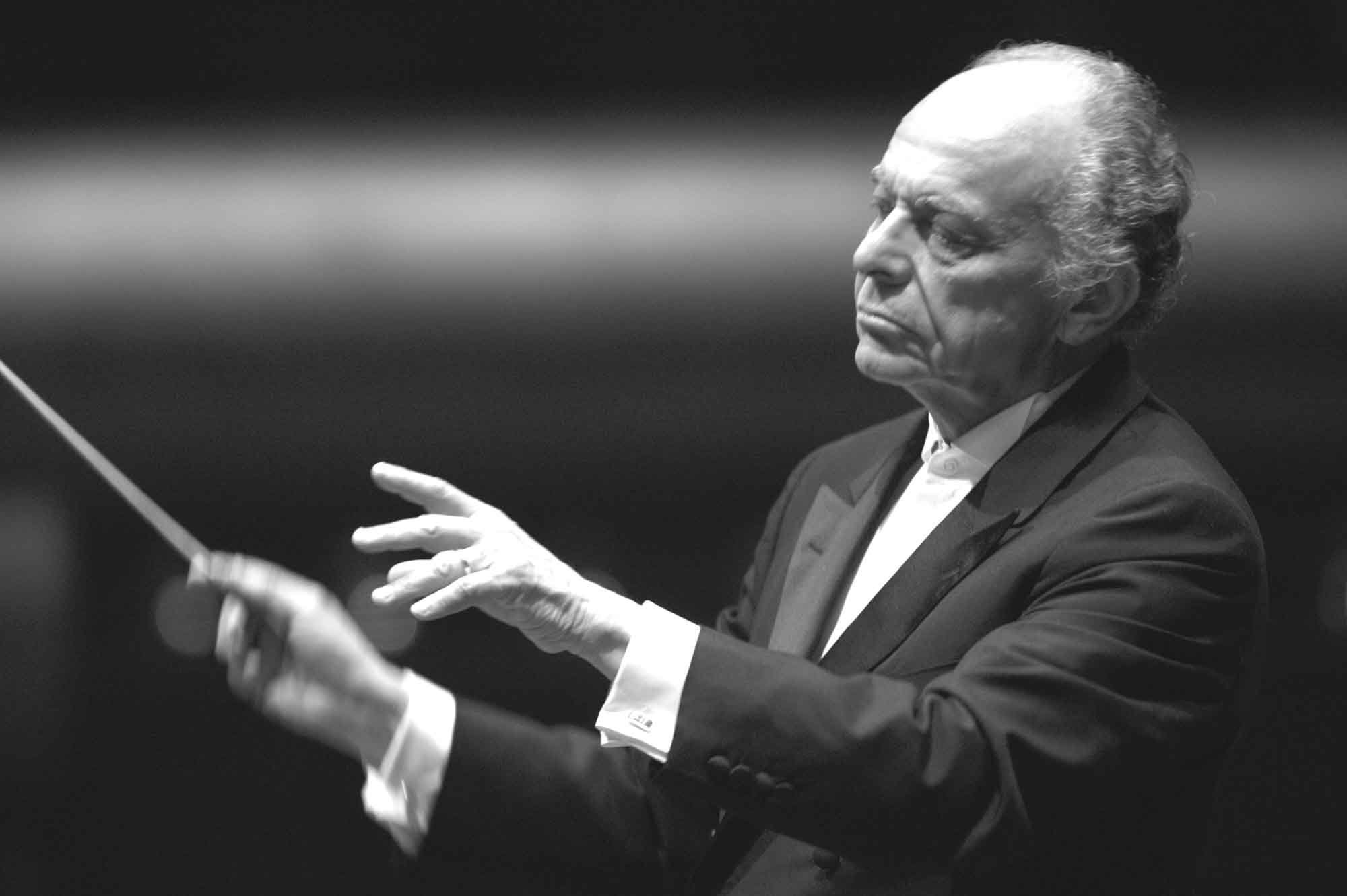
Lorin Maazel (2006)

Das Neujahrskonzert der Wiener Philharmoniker 1983 war das 43. Neujahrskonzert der Wiener Philharmoniker und fand am 1. Jänner 1983 im Wiener Musikverein statt. Dirigent war erneut, zum nunmehr vierten Mal, Lorin Maazel, der bereits die vergangenen Neujahrskonzerte 1980 bis 1982 in direkter Nachfolge des legendären Willi Boskovsky geleitet hatte. Er leitete in Folge noch die Neujahrskonzerte 1984 bis 1986, für das danach folgende Konzert, das von 1987 und folgend alle weiteren Konzerte bis heute, entschieden sich die Wiener Philharmoniker, alljährlich einen wechselnden Dirigenten auszuwählen und ihn einzuladen.

## Programm

### 1. Teil
1. Johann Strauss (Sohn): Ouvertüre zur Operette Indigo und die 40 Räuber
2. Josef Strauss: Freuden-Grüsse, Walzer, op. 128
3. Josef Strauss: Die Libelle, Polka mazur, op. 204
4. Josef Strauss: Velocipede, Polka schnell, op. 259
5. Johann Strauss (Sohn): Wiener Bonbons, Walzer, op. 307

### 2. Teil
1. Johann Strauss (Sohn): Ouvertüre zur Operette Eine Nacht in Venedig
2. Johann Strauss (Sohn): Stadt und Land, Polka mazur, op. 322
3. Johann Strauss (Sohn): Wo die Citronen blüh’n, Walzer, op. 364
4. Johann Strauss (Sohn): ’s gibt nur a Kaiserstadt, ’s gibt nur a Wien, Polka, op. 291
5. Johann Strauss (Sohn): Freikugeln, Polka schnell, op. 326
6. Johann Strauss (Sohn): Geschichten aus dem Wienerwald, Walzer, op. 325
7. Josef Strauss: Aus der Ferne, Polka mazur, op. 270
8. Johann Strauss (Sohn): Éljen a Magyár, Polka schnell, op. 332

### Zugaben
1. Johann Strauss (Sohn): Perpetuum mobile, Musikalischer Scherz, op. 257
2. Johann Strauss (Sohn): An der schönen blauen Donau, Walzer, op. 314
3. Johann Strauss (Vater): Radetzky-Marsch, op. 228

Werkliste und Reihenfolge sind der Website der Wiener Philharmoniker entnommen.
Der Walzer Freudengrüße von Josef Strauss stand erstmals auf dem Programm eines Neujahrskonzertes.
Einzelne Musikstücke wurden wieder mit Ballettaufnahmen unterlegt. Es tanzten Mitglieder des Balletts der Staatsoper Wien, die Choreographie übernahm wieder Ballettmeisterin Gerlinde Dill. Die Bildregie der Fernsehübertragung hatte erneut Hugo Käch.

## Besetzung (Auswahl)
- Lorin Maazel, Dirigent
- Wiener Philharmoniker